# Sirwan Kakai
Sirwan Hashem Kakai, (kurdiska: سیروان کاکایی) född 3 oktober 1989, är en svenskkurdisk MMA-utövare som tävlar i viktklassen bantamvikt. Han har tävlat i både UFC och Bellator.

## Biografi
Sirwan Kakai föddes 1989 i ett FN flyktingläger som hette Al-Tash. Al-Tash flyktingläger var belägen utanför staden Ramadi i Irak, där det bodde kurdiska flyktingar från iranska Kurdistan under FN:s skydd. 
1991 när Sirwan var två år flyttade han och hans mor tillbaka till den kurdiska staden Javanrood  i iranska Kurdistan. 
Den 6 juni 1994 anlände Sirwan tillsammans med sin mor till Sverige. De hamnade i Skellefteå och där bodde Sirwan fram tills 1998.
1998 flyttade Sirwan till sin far i Gävle och där bodde han fram till att han tog studenten. 
När Sirwan var 17 år började han träna kampsport och i samband med detta fick han upp intresset för MMA.
Efter sin senaste match 2016 har Kakai börjat arbeta som tränare och PT på Allstars i Stockholm.

## MMA-karriär

### Tidig karriär
Den 31 augusti 2012 klev Sirwan Kakai för nionde gången in i buren, då han tog sig an Vladimir Karasiov under "Royal Arena 2". Inför matchen hade Sirwan vunnit sju av sina åtta matcher, och även denna skulle bli en seger. Kakai besegrade Vladimir via submission i första ronden.
Den 9 mars 2013 klev Sirwan återigen in i buren då han mötte Jose Luis Zapater vid IRFA 4, en match som Kakai tog hem via TKO i tredje ronden. Senare under året deltog Sirwan vid en turnering under Pancrase 252, där han besegrades av Taichi Nakajima via ett enhälligt domslut den 29 september. Kakais andra förlust i karriären.
Den 26 april 2014 tog sig Sirwan tillbaka in i vinstkolumnen, då han avslutade Carl Fawcett via TKO i tredje ronden under "The Zone FC 13". Vinsterna fortsatte att rada upp sig, då han den 31 oktober besegrade Joseph Barajas via submission i tredje ronden under "Titan FC 31".

### UFC
Den 27 juni 2015 gick Kakai sin första match i UFC, då han tog sig an Danny Martinez under "UFC: Fight Night 70". Sirwan tog slutligen hem matchen via ett enhälligt domslut efter tre ronder. Kakai ville snabbt tillbaka in i oktagonen och redan den 8 augusti var det dags igen, då han tog sig an Frankie Saenz vid "UFC: Fight Night 73". Sirwan förlorade dock mötet via ett delat domslut. 
Kakai var långt ifrån nöjd med sin senaste match, och lovade att komma tillbaka starkare.
UFC valde dock att avsluta samarbetet med honom efter förlusten.

### Bellator
Nästa steg i karriären var att skriva på med Bellator där han gjorde debut 4 mars 2016 mot guam-amerikanen Joe Taimanglo vid Bellator 151 som besegrade Kakai via enhälligt beslut.
Nästa match under Bellatorflagg gick mot amerikanen Joe Warren 16 september 2016 vid Bellator 161 som Kakai förlorade via submission tidigt i tredje ronden.

### Efter Bellator
Kakai var kontrakterad att gå match på Phoenix FC 6 i Abu Dhabi 5 april 2018. På grund av oegentligheter i planeringen valde både Kakai och den andre svensken på kortet Frantz Slioa att inte gå sina matcher.
15 maj 2019 var Kakai gäst i podcasten "Öppet sinne" och talade om sin tankar kring framtiden. Både hur hungern kommit tillbaka och att han vill gå match igen, och vad han ska göra efter MMA-karriären.

## Tävlingsfacit
| Resultat | Facit | Motståndare          | Metod                   | Evenemang                                 | Datum             | Rond | Tid   | Plats                 | Notering |
| -------- | ----- | -------------------- | ----------------------- | ----------------------------------------- | ----------------- | ---- | ----- | --------------------- | -------- |
| Förlust  | 0-1   | Michael Grönfors     | Domslut (enhälligt)     | The Cage Vol. 10 - Neoblood               | 26 april 2008     | 3    | 05:00 | Helsingfors, Finland  |          |
| Vinst    | 1-1   | Josh Silva           | Submission (rear-naked) | DCMMAS - Duke City MMA Series 1           | 14 mars 2009      | 1    | 2:18  | Albuquerque, NM, USA  |          |
| Vinst    | 2-1   | Heikki Tiilikka      | KO (knä)                | OF - Oulu Fight                           | 28 mars 2009      | 2    | 4:58  | Uleåborg, Finland     |          |
| Vinst    | 3-1   | Christophe Domin     | Submission (triangel)   | SC 5 - Pride and Fury                     | 1 maj 2010        | 1    | 1:13  | Stockholm, Sverige    |          |
| Vinst    | 4-1   | Janne Elonen-Kulmala | Submission (rear-naked) | FF 28 - Fight Festival 28                 | 16 oktober 2010   | 1    | 3:48  | Helsingfors, Finland  |          |
| Vinst    | 5-1   | Thomas Bäck          | Domslut (enhälligt)     | The Zone FC 8 - Inferno                   | 26 februari 2011  | 2    | 5:00  | Göteborg, Sverige     |          |
| Vinst    | 6-1   | James Doolan         | Submission (giljotin)   | SC 7 - Rise of Champions                  | 30 april 2011     | 2    | 3:07  | Stockholm, Sverige    |          |
| Vinst    | 7-1   | Claudemir Souza      | TKO (knä och slag)      | The Zone FC 10 - Demolition               | 6 maj 2012        | 3    | 4:58  | Göteborg, Sverige     |          |
| Vinst    | 8-1   | Vladimir Karasiov    | Submission (rear-naked) | RA - Royal Arena 2                        | 31 augusti 2012   | 1    | 3:03  | Köpenhamn, Danmark    |          |
| Vinst    | 9-1   | Jose Luis Zapater    | TKO (knän)              | IRFA - International Ring Fight Arena 4   | 9 mars 2013       | 3    | 2:39  | Stockholm, Sverige    |          |
| Förlust  | 9-2   | Taichi Nakajima      | Domslut (enhälligt)     | Pancrase 252 - 20th Anniversary           | 29 september 2013 | 3    | 05:00 | Yokohama, Japan       |          |
| Vinst    | 10-2  | Carl Fawcett         | TKO (slag)              | The Zone FC 13 - Tough Luck               | 26 april 2014     | 3    | 4:34  | Göteborg, Sverige     |          |
| Vinst    | 11-2  | Joe Barajas          | Submission (rear-naked) | Titan Fighting Championships 31           | 31 oktober 2014   | 3    | 4:40  | Tampa, FL, USA        |          |
| Vinst    | 12-2  | Danny Martinez       | Domslut (enhälligt)     | UFC Fight Night: Machida vs. Romero       | 27 juni 2015      | 3    | 5:00  | Hollywood, FL, USA    |          |
| Förlust  | 12-3  | Frankie Saenz        | Domslut (delat)         | UFC Fight Night: Teixeira vs. Saint Preux | 8 augusti 2015    | 3    | 5:00  | Nashville, TN, USA    |          |
| Förlust  | 12-4  | Joe Taimanglo        | Domslut (enhälligt)     | Bellator 151 - Warren vs. Caldwell        | 4 mars 2016       | 3    | 5:00  | Thackerville, OK, USA |          |
| Förlust  | 12-5  | Joe Warren           | Submission (giljotin)   | Bellator 161 - Kongo vs. Johnson          | 16 september 2016 | 3    | 1:04  | Cedar Park, TX, USA   |          |